# Slovenská národní galerie
Slovenská národní galerie (originální slovenské pojmenování Slovenská národná galéria, zkratka SNG), je vrcholná slovenská státní umělecko-historická, sběratelská, vědecko-výzkumná a kulturně výchovná instituce. Vznikla zákonem Slovenské národní rady č. 24 z 29. července 1948. Jejím zakladatelem byl básník, novinář a spisovatel Laco Novomeský, v té době pověřenec pro školství, vědu a umění. Slovenská národní galerie sídlí v Bratislavě.
Sídlo Slovenské národní galerie v Bratislavě tvoří komplex budov sestávající hlavně z tzv. Vodních kasáren, nové přístavby a budovy Esterháziho paláce. Vodní kasárna byla postavena jako čtvercová čtyřkřídlová barokní rezidence bývalé městské policie na dunajském nábřeží v letech 1759–1763 podle návrhu architektů G. B. Martinelliho a F. A. Hillebrandta. V letech 1940–1941 bylo při úpravě nábřeží zbouráno přední křídlo Vodních kasáren. Vodní kasárna byla původně adaptována pro Slovenskou národní galérii v letech 1950 až 1955 (oficiální sídlo SNG od roku 1950), později zrekonstruováno a doplněno o moderní a kontroverzní přístavbu v letech 1969–1977 podle návrhu architekta Vladimíra Dedečka. Od roku 1990 doplňuje galerijní komplex rovněž sousední budova Esterháziho paláce.

## Hromadná výpověď zaměstnanců
V srpnu 2024 ministryně kultury Martina Šimkovičová odvolala ředitelku SNG Alexandru Kusou, ve stejné době jako ředitele Slovenského národního divadla Mateje Drličku. Kusou nahradil dočasný generální ředitel Jaroslav Niňaj. V reakci na postup ministerstva kultury a Niňaje se SNG rozhodla opustit asi stovka z 270 zaměstnanců kvůli nekompetentnímu řízení, netransparentním změnám nebo s tím, že nechtějí přihlížet „destrukci instituce“. „Slovenská národní galerie tak, jak ji známe, kolabuje. Roky budované renomé a odborné zázemí jsou v troskách,“ uvedli autoři výzvy adresované ministryni Šimkovičové.